# Émile Lecuirot
Émile Alphonse Michel Ernest Lecuirot (Joinville-le-Pont, 23 de mayo de 1907-Joinville-le-Pont, 28 de enero de 1988) fue un deportista francés que compitió en remo. Ganó tres medallas en el Campeonato Europeo de Remo entre los años 1931 y 1935.

## Palmarés internacional
| Campeonato Europeo | Campeonato Europeo | Campeonato Europeo | Campeonato Europeo |
| Año                | Lugar              | Medalla            | Prueba             |
| ------------------ | ------------------ | ------------------ | ------------------ |
| 1931               | París (Francia)    | Medalla de oro     | Ocho con timonel   |
| 1934               | Lucerna (Suiza)    | Medalla de bronce  | Cuatro sin timonel |
| 1935               | Berlín (Alemania)  | Medalla de bronce  | Ocho con timonel   |